# Halvmåneøya
Halvmåneøya (deutsch Halbmondinsel) ist eine zum norwegisch verwalteten Spitzbergen-Archipel gehörende, unbewohnte Insel in der Barentssee. Sie galt bis 1973 als das beste Revier für die Eisbärenjagd auf Spitzbergen.

## Geographie
Halvmåneøya ist der Südspitze von Edgeøya östlich vorgelagert. Beide Inseln sind durch den drei Kilometer breiten Halvmånesundet getrennt. Südöstlich liegen die kleineren Eilande Tennholmane. Halvmåneøya ist von Südwest nach Nordost 7 km lang, im südwestlichen Teil bis zu 2,2 km breit und hat eine Fläche von 12 km². Die Insel ist flach und erreicht lediglich eine Höhe von 14 m. Im Nordwesten liegt der natürliche Hafen Dianahamna.

## Flora und Fauna
Die Insel besteht aus kreidezeitlichem Dolerit, der bei Erosion einen wenig fruchtbaren Boden ergibt. Gemeinsam mit dem hocharktischen Klima hat das dazu geführt, dass die Vegetation karg ist. Auf Halvmåneøya brüten Küstenseeschwalben, Eiderenten, Thorshühnchen und Schneeammern. Beobachtet wurden auch die Spatelraubmöwe und der Gerfalke. Halvmåneøya liegt auf einer der wichtigsten Zugrouten für Eisbären im Spitzbergen-Archipel. Diese sind deshalb, ebenso wie Polarfüchse, häufig anzutreffen.

## Geschichte

### Entdeckung
Halvmåneøya wurde zu Beginn des 17. Jahrhunderts entdeckt, wahrscheinlich 1614 durch den niederländischen Seefahrer und Kartografen Joris Carolus (ca. 1566–ca. 1636). Auf einer Karte der Muscovy Company erschien sie 1625 unter dem Namen „Abbot Island“, bei Joan Blaeus 1662 als „St. Jacob“. In Hendrik Donckers See-Atlas von 1665 trägt sie bereits den Namen „Halvemaens Eyl.“

### Robinsonade von vier schiffbrüchigen Robbenjägern
Im 17. und 18. Jahrhundert wurde Halvmåneøya gelegentlich von Walfängern und Robbenjägern aufgesucht. Im Norden der Insel befindet sich ein Gräberfeld aus dieser Zeit.
Im Jahr 1743 strandeten vier russische Robbenjäger aus Mesen auf einer Insel im Osten Spitzbergens, bei der es sich um Halvmåneøya gehandelt haben könnte. Sie waren auf dem Weg nach Westspitzbergen, um Wale oder Robben zu jagen, als ein Sturm das Schiff vom Kurs abkommen ließ. Es wurde schließlich vom Packeis eingeschlossen, so dass die vierzehnköpfige Besatzung beschloss, an Land zu überwintern. Der Steuermann Aleksei Chimkow wusste, dass Landsleute einige Jahre zuvor in der Gegend eine geräumige Holzhütte errichtet hatten. Gemeinsam mit den Matrosen Iwan Chimkow, Stepan Scharapow und Fjodor Werigin machte er sich auf die Suche danach. Die Männer hatten das Glück, die Hütte zu finden. Als sie jedoch am nächsten Tag den Rest der Mannschaft holen wollten, stellte sich heraus, dass das Eis über Nacht aufgebrochen und das Schiff verschwunden war.
Die Chancen der Schiffbrüchigen standen schlecht, denn sie hatten lediglich eine Muskete, ein Pulverhorn mit zwölf Ladungen, zwölf Kugeln, eine Axt, einen kleinen Kessel, ein Messer, einen Sack mit 20 Pfund Mehl, ein Feuerzeug, ein Stück Zunder, einen Tabaksbeutel mit Tabak und ihre vier hölzernen Tabakspfeifen bei sich. Die Männer machten sich zunächst daran, die Wände der Hütte gegen den eisigen Wind mit Moos abzudichten. Nachdem sie einige Rentiere geschossen hatten, deren Fleisch sie nur roh essen konnten, war die Munition aufgebraucht und die Muskete nutzlos geworden. Zu ihrem Glück fanden die Männer am Strand Treibholz, darunter Bretter von Schiffswracks, die noch Nägel enthielten, und die Wurzel einer Tanne, die sich zu einem Bogen verarbeiten ließ. Sie fertigten auch einige Lanzen, um sich gegen angreifende Eisbären verteidigen zu können, und tatsächlich töteten sie während ihres sechseinhalbjährigen Aufenthalts zehn Eisbären, ohne jemals selbst ernsthaft verletzt zu werden. Ihre Hauptnahrung bildete aber das Fleisch von etwa 250 erlegten Rentieren und zahlreichen Polarfüchsen.
Um ein ständiges Feuer unterhalten zu können, formten die Männer aus auf der Insel gefundenem Ton eine Öllampe, die sie trockneten und brannten und schließlich mit ausgelassenem Rentierfett füllten. Zur größeren Sicherheit stellten sie nach diesem Erfolg sofort eine zweite Lampe her. Für die erforderlichen Dochte mussten sie nach und nach ihre Kleidung opfern, die sie durch Tierfelle ersetzten. Um sich Pelzkleidung nähen zu können, stellten sie mit Hilfe ihres Messers Nadeln und Ahlen aus den wenigen Nägeln her, die sie im Treibholz gefunden hatten.
Nach fast sechs auf der Insel verbrachten Jahren starb Werigin, der schon bald nach der Ankunft erkrankt war. Die anderen entdeckten am 15. August 1749, den sie für den 13. August hielten, ein vorbeifahrendes russisches Handelsschiff, die Stara Vieva. Gegen das Versprechen, an Bord zu arbeiten und bei Ankunft in Russland eine Belohnung von 80 Rubeln zu zahlen, wurden sie mitsamt ihren Fuchs- und Bärenpelzen an Bord genommen und erreichten Archangelsk am 28. September 1749.

### Eisbärenjagd im 20. Jahrhundert
In den 1890er begannen norwegische Trapper auf Spitzbergen zu überwintern, um Polarfüchse und Eisbären zu jagen. Die ersten Fallensteller auf Halvmåneøya waren im Winter 1898/99 Karl Møller und Ibenhart Jensen Fladseth. Beide starben im April 1899 an Skorbut und wurden in der Nähe der von ihnen errichteten Fangstation begraben. Bis dahin hatten sie sieben Bären erlegt. 1906 wurde die neue Fangstation Bjørneborg (deutsch Bärenburg) errichtet, die mehrere Winter in Folge besetzt war. Besonders Giftköder und Schussfallen kamen zum Einsatz. 1910 starben Peder Hansen Kjeldmo, sein 17-jähriger Sohn Peter und Elias Eriksen Broderstad aus Målselv an Skorbut.
Um die Mitte der 1930er Jahre wurde die Eisbärenjagd intensiviert. Im Winter 1935/36 betrieb die Fangstation Bjørneborg 29 Schussfallen. Den zwei Trappern Henry Rudi, genannt der „Eisbärkönig“, und Gunnar Knoph gelang es, in dieser Saison 115 Bären zu töten, eine Zahl die auch in den nächsten Wintern erreicht wurde. 1964/65 waren es sogar 145 getötete Eisbären. Die Insel galt als das beste Jagdrevier für Eisbären im gesamten Spitzbergen-Archipel. Die letzten Trapper auf Halvmåneøya waren Arild Strand und Svein Ytreland im Winter 1969/70.
1973 wurde das Südost-Svalbard-Naturreservat unter Einschluss Halvmåneøyas gegründet. Die Unterzeichnung des „Internationalen Übereinkommens über die Erhaltung der Eisbären“ am 15. November 1973 durch die arktischen Anrainerstaaten USA, Sowjetunion, Kanada, Dänemark (für Grönland) und Norwegen beendete die Eisbärenjagd auf der Insel endgültig.
Seit dem 1. Januar 2010 darf nur noch ein kleiner Teil der Insel rund um die ehemalige Fanghütte Bjørneborg betreten werden. Diese wurde 1995 restauriert, wobei die letzten Anbauten von 1963 entfernt wurden, so dass die Station jetzt dem Stand von 1935 entspricht. Sie steht heute unter Denkmalschutz.

## Halbmondinsel im Film
Im norwegischen Kinderfilm Operation Arktis (2014) nach dem gleichnamigen Roman von Leif Hamre (1914–2007) aus dem Jahr 1971 wird die fiktive Geschichte von drei Kindern erzählt, die nach einem Flug als blinde Passagiere an Bord eines Hubschraubers versehentlich für längere Zeit allein auf der unbewohnten Halbmondinsel zurückbleiben und um ihr Überleben kämpfen. Der Film erwähnt auch den Eisbärkönig Henry Rudi und eine von ihm errichtete Hütte, die den Kindern als Unterkunft dient.